# Людина з Марса
«Людина з Марса» (пол. Człowiek z Mars) — літературний дебют польського письменника Станіслава Лема. Невеликий роман був написаний ще в період окупації Польщі німецькими військами, і публікувався з продовженням в журналі Nowy Świat Przygód (1946 № 1-31). До 1985 року не перевидавався, поки не вийшло «піратське» (фензинівське) видання. Офіційне польське видання було тільки в 1994 році (німецькою мовою — в 1989 році). Сам Лем негативно ставився до свого дебюту, і одного разу заявив, що «це була вкрай наївна і слабка річ, про яку варто було б забути».
Безробітний американський журналіст випадково потрапляє до вчених, котрі таємно вивчають прибульця з Марса (ареантропа), який зазнав аварії в США. Він підключається до роботи вчених, контакт починає налагоджуватися, але все обертається катастрофою. Адже людям набагато простіше зрозуміти земних комах, ніж носія розуму з іншої планети.

## Сюжет
Дія роману відбувається в Нью-Йорку, США, приблизно в кінці 1944 або початку 1945 року (у тексті згадується, що йде зима і війна з Японією ще не закінчена). Молодий безробітний репортер, від імені якого ведеться розповідь, одного дня зустрічає дивних людей. Вони запитують який зараз день і він дає їм хибну відповідь, яка виявляється паролем. Репортера забирають агенти спецслужб, і коли виявляється, що він не той, хто їм потрібен, репортер змушений працювати на них, інакше його скалічать.
Репортер опиняється в засекреченій групі провідних світових учених, які досліджують ракету, що прилетіла з Марса та зазнала катастрофи на території Дакоти. Ракету пілотує агресивний прибулець-телепат, названий ареантропом. Прис пробі силоміць відкрити ракету, ареантроп тікає, вбивши одного з дослідників. Марсіанин — це згусток розумної протоплазми з принципово відмінною від земних істот біохімією організму: він потребує постійного радіоактивного опромінення. Воно створюється складними інженерними пристроями, зрощеними з біологічною матерією ареоантропа.
У компанії професора Ліндсея, інженера Фінка та інших дослідників оповідач намагається наздогнати та знищити прибульця. Фінк потрапляє під телепатичний вплив ареантропа. Решта, досліджуючи оснащення марсіанина, роблять висновок, що той не знав, чого чекати на Землі, і володіє широким набором пристроїв і речовин. Ліндсей в ході телепатичного контакту отримує видіння Марса та переповідає його колегам. Як він зрозумів, марсіани набагато перевершують землян технологічно, проте він не може пояснити мету їхньої діяльності. Професор зазначає, що з точки зору марсіанина, поведінка людей так само незбагненна.
Ліндсей мінує будинок, де перебувають ареантроп і Фінк, і ціною власною власного життя підриває їх. Професор Фрейзер наказує спалити залишки будинку. Репортера повертають у Нью-Йорк.

## Літературні особливості
Ще на зорі письменницької кар'єри Лем висловив в романі ряд своїх постійних ідей, зокрема — переконаності в неможливості ефективного контакту між різними культурами і цивілізаціями всесвіту.

У передмові до збірки своїх ранніх творів Irrläufer (Frankfurt am Main, 1989) С. Лем згадував, що писав роман, «… щоб на кілька годин забути про війну, про той геноцид, що панував в Генерал-губернаторстві». Сам автор підкреслював, що деякі сюжетні ходи, а також ідеї «Людини з Марса» згодом повторювалися в його зрілих роботах. 
 Голос мій був ще не зміцнілим, стиль — невпевненим, почерк — незграбним, але, здавалося, в цих історіях щось повинно ось-ось з'явитися; це розвивалася здатність писати, як у дитини — здатність ходити: це те, що дається понад у вигляді задатків потенційних навичок і що буде — або що може бути — втілено ….